# Calliandra comosa
Calliandra comosa là một loài rau đậu thuộc họ Fabaceae.
Loài này chỉ có ở Jamaica.